# Роман Шрамзайс
Роман Шрамзайс (нім. Roman Schramseis; 29 березня 1906, Відень — 10 грудня 1988, там само) — австрійський футболіст. Грав на позиції захисника, більшу частину професійної кар'єри провів в складі «Рапіда». Також виступав за збірну Австрії з футболу.

## Клубна кар'єра
Шрамзайс розпочав свою кар'єру в «Герті» (Відень) у 1922 році. У 1924 році команда вилетіла з вищого дивізіону, але в 1925 році одразу повернулась до першого дивізіону. У тому ж 1925 році перейшов до складу тодішнього чемпіона «Рапіда» з Відня. У 1927 і 1928 роках з «Рапід» виходив до фіналу Кубка Мітропи, але програв «Спарті» та «Ференцварошу» відповідно. У 1930 році клуб втретє вийшов до фіналу і здобув перемогу над празькою «Спартою».
У 1933 році поїхав до Франції і грав за «Руан». Повернувся до Відня в 1934 році, але зіграв тільки одну гру в чемпіонаті за «Ваккер».
Після цього перейшов на любительський рівень і грав за команди Gewerkschaftsbund Mariahilf і SK Semperit.

## Кар'єра в збірній
За збірну Австрії провів 18 матчів. Дебютував 6 травня 1928 року проти Угорщини. Його останній матч відбувся 24 квітня 1932 року також проти Угорщини. Після переїзду за кордон перестав викликатися в збірну.

## Тренерська кар'єра
У 1937 році він переїхав до Grün-Weiß Salzburg, де також працював футбольним тренером. У 1942 році він був тренером у Reichsbahnausbesserungswerkes.

## Титули і досягнення
- Чемпіон Австрії (2):

«Рапід» (Відень): 1928-1929, 1929-1930
- Володар Кубка Австрії (1):

«Рапід» (Відень):  1926-1927
- Володар Кубка Мітропи (1):

«Рапід» (Відень):  1930
- Фіналіст Кубка Мітропи (2):

«Рапід» (Відень): 1927, 1928
- Переможець Кубка Центральної Європи (1):

Австрія: 1931-32